# 池田健太郎
池田 健太郎（いけだ けんたろう、1929年5月19日 - 1979年11月7日）は、日本のロシア文学者。

## 生涯
愛知県生まれ。本名・豊。
東京大学仏文科卒業、同大学院比較文学比較文化専攻修士課程修了。
立教大学講師、東大助教授を務めたが、1969年大学紛争により退職、書籍編集局次長扱いで中央公論社に入るが翌年退職。
1975年『プーシキン伝』により読売文学賞受賞、1979年『「かもめ」評釈』により芸術選奨新人賞を受賞したが、同年11月急逝した。享年50。

## 人物
在学中より、作家でもある神西清に師事。プーシキンを研究、また神西と共訳でスローニム『ロシア文学史』、ツルゲーネフ『散文詩』などを訳した。神西清は、晩年個人訳で『チェーホフ全集』を進めていたが中途で病没、その訳業を原卓也と共に引継ぎ、完成させた。
他にドストエフスキーの後期作品を翻訳し、学者としても長いとは言えない生涯だったが、多くの業績を残した。
池田健太郎賞が創設され、清水孝純が第1回（1982年）を受賞している。

## 著書
- 『チェーホフの生活』中央公論社 1971
- 『プーシキン伝』中央公論社 1974、中公文庫（上下） 1980
- 『「かもめ」評釈』中央公論社 1978、中公文庫 1981
- 『わが読書雑記』中央公論社 1980
- 『チェーホフの仕事部屋』新潮選書 1980

### 編著・共著
- 『チェーホフ全集』中央公論社（全16巻） 1960 - 1961、新訂版1975 - 1977
- 『チェーホフの思い出』（山本香男里ほか訳）中央公論社 1960、新版1975
- 『世界の文学史8 ロシアの文学』（木村彰一・北垣信行共編著）明治書院 1966、新版『ロシア文学史』 1972
- 『レールモントフ選集 1・2』（草鹿外吉ほか共編）光和堂 1974

## 翻訳
- 『石の花』（パーヴェル・バジョーフ、神西清共訳、河出書房） 1953
- 『ロシア文学史』（マーク・スローニム、神西清共訳、新潮社） 1957、のち新版 1976
- 『ソビエト文学史』（マーク・スローニム、神西清共訳、新潮社） 1958、のち新版 1976
- 『散文詩』（イワン・ツルゲーネフ、神西清共訳、岩波文庫） 1958
- 『ドストエーフスキイの三つの恋』（マーク・スローニム、角川書店） 1959
- 『犯罪を追って ある警察人の生涯』（ハリイ・ゼーダーマン、東京創元社） 1959
- 『消えた犠牲』（ベルトン・コッブ、東京創元社、クライム・クラブ） 1959
- 『オネーギン』（プーシキン、岩波文庫） 1962、のち改版2006
- 『罪と罰』（ドストエフスキイ、中央公論社、世界の文学16） 1963、のち新装版 1994、のち中公文庫（上・下）1973
- 『カラマーゾフの兄弟』（ドストエフスキイ、中央公論社、世界の文学17・18） 1966、のち中公文庫（全5巻）1978
- 『悪霊』（ドストエフスキイ、中央公論社、新集世界の文学15・16） 1969、のちグーテンベルク21（上下、電子書籍）
- 『チェーホフ』（神西清・原卓也共編訳、新潮社、新潮世界文学23） 1969
- 『夫チェーホフ』（オリガ・クニッペル、麦秋社）1979
- 『チェーホフ短篇と手紙』（山田稔編、みすず書房、大人の本棚） 2002

## 参考
- コトバンク